# دجي
دجي هو حرف من الأبجدية السيريلية.

## نبذة
دجي هو الحرف السادس من الأبجدية السيريلية الصربية ، ويستخدم في اللغة الصربية الكرواتية لتمثيل صوت الحنجرة الحنكية ‎/dʑ/‏ . على الرغم من كونه حرفًا سيريليًا ، الا انه كان يستخدم أيضًا في النسخ الصوتية السلوفينية اللاتينية ، ويفترض أن يكون لها نفس القيمة.[بحاجة لمصدر]
يتوافق Dje مع الحرف اللاتيني D مع السكتة الدماغية (Đ đ) في الأبجدية اللاتينية لـ Gaj للغة اللاتينية الصربية الكرواتية و تم ترجمتها حرفيا، عندما تكون الكستات الدماغية غير متوفرة ، يتم تحويلها إلى ⟨Dj dj⟩ ⟨Ď ď⟩.

## تاريخ
تم بناء Dje بناءً على طلب Vuk Stefanovi Karadži . كانت هناك عدة أشكال مقترحة للحرف (واحد من بافلي سولاريتش ، والآخر لجليجوريج غيرشيتش )، تم تصميم البديل المستخدم الآن بواسطة Lukijan Mušicki ؛  تم تصميمه عن طريق تعديل الحرف Ћ ، وهو بحد ذاته إحياء للحرف السيريلي القديم Djerv (Ꙉ). تم اعتماد الرسالة الجديدة في قاموس Karadžić لعام 1818 وبالتالي دخلت حيز الاستخدام على نطاق واسع.

## الحروف ذات الصلة وشخصيات أخرى مماثلة
- Ћ ћ: حرف السيريلية Tshe
- Ѓ ѓ: الحرف السيريلي Gje
- Đ đ: الحرف اللاتيني D بضربة
- Ď ď: الحرف اللاتيني D مع كارون
- J j: الحرف اللاتيني J
- Ꙉ ꙉ: الحرف السيريلي القديم Djerv

## رموز الحوسبة
| الحرف                 | Ђ                           | Ђ                           | ђ                         | ђ                         |
| --------------------- | --------------------------- | --------------------------- | ------------------------- | ------------------------- |
| اسم اليونيكود         | CYRILLIC CAPITAL LETTER DJE | CYRILLIC CAPITAL LETTER DJE | CYRILLIC SMALL LETTER DJE | CYRILLIC SMALL LETTER DJE |
| الترميزات             | نظام العد العشري            | نظام عد ستة عشري            | نظام العد العشري          | نظام عد ستة عشري          |
| يونيكود               | 1026                        | U+0402                      | 1106                      | U+0452                    |
| صيغة التحويل الموحد-8 | 208 130                     | D0 82                       | 209 146                   | D1 92                     |
| مرجع أبجدي عددي       | &#1026;                     | &#x402;                     | &#1106;                   | &#x452;                   |
| Code page 855         | 129                         | 81                          | 128                       | 80                        |
| Windows-1251          | 128                         | 80                          | 144                       | 90                        |
| ISO-8859-5            | 162                         | A2                          | 242                       | F2                        |
| Macintosh Cyrillic    | 171                         | AB                          | 172                       | AC                        |